# Phylloptera tenellus
Phylloptera tenellus är en insektsart som först beskrevs av Brunner von Wattenwyl 1878.  Phylloptera tenellus ingår i släktet Phylloptera och familjen vårtbitare. Inga underarter finns listade i Catalogue of Life.